# Protesty w Hongkongu (2014)
Protesty w Hongkongu (chiń. 香港抗议; pinyin Xiānggǎng kàngyì), również parasolowa rewolucja (chiń. 雨傘革命; pinyin Yǔsǎn gémìng) lub ruch parasolowy (chiń. 雨傘運動; pinyin Yǔsǎn yùndòng) – rozpoczęte 26 września 2014 w Hongkongu demonstracje po ogłoszeniu niedemokratycznych wyborów, poprzez wyłonienie kandydatów wybranych przez komitet nominacyjny podlegający rządowi Chińskiej Republiki Ludowej.

## Tło
Po przejęciu Hongkongu przez Chińską Republikę Ludową (ChRL) od Wielkiej Brytanii w 1997, w ramach doktryny jeden kraj, dwa systemy miastu przyznano szeroką autonomię. W 2014 ogłoszono, że wybory szefa lokalnego rządu w 2017 nie zostaną przeprowadzone w sposób demokratyczny, 2–3 kandydatów zostanie wybranych przez komitet nominacyjny podlegający rządowi ChRL.

## Protesty
Protesty rozpoczęły się 26 września 2014. Protestujący zablokowali dzielnicę finansową, następnie inne części Hongkongu poprzez m.in. zbudowanie barykad. Pierwsza demonstracja została rozgromiona przez policję, która aresztowała 50 osób. Policjanci użyli gazu łzawiącego i pieprzowego.
26 września protestujący dostali się do głównej siedziby administracji w Hongkongu. Ważniejsze budynki rządowe zostały objęte ochroną przez uzbrojonych policjantów. Wkrótce władze wycofały z miasta jednostki szturmowe, ponieważ po użyciu ich 28 września protesty wzmogły się, a w obronie demonstrujących studentów stanęły grupy mieszkańców.
1 października, w 65. rocznicę utworzenia Chińskiej Republiki Ludowej, protestujący z kampanii obywatelskiego nieposłuszeństwa Occupy Central with Love and Peace ogłosili ultimatum, w ramach którego zapowiedzieli, że ogłoszą plany eskalacji protestu, gdy ich cztery postulaty nie zostaną spełnione (m.in. dymisja szefa autonomii oraz demokratyczne wybory na to stanowisko w 2017). Zagrozili też okupacją urzędów w razie odmowy rozmów ze strony administracji. Na kilka minut przed upływem terminu ultimatum szef autonomii zaprosił demonstrantów na rozmowy.
3 października demonstranci po przepychankach i kłótniach z grupą mieszkańców zmęczonych protestami odłożyli rozmowy z władzami. Demonstranci oskarżyli chińskie grupy mafijne o wspieranie wystąpień przeciw demokratycznym wiecom, a władze o brak reakcji na udział mafii w demonstracjach. 4 października szef administracji ogłosił ultimatum, żądając zakończenia protestu do 7 października. Zamieszki powtórzyły się 5 października rano, tego samego dnia protestujący ogłosili siedzący protest, jednocześnie wycofując się z niektórych ulic, by ułatwić życie miastu.
Od 6 października liczba protestujących znacząco zmalała. Następnego dnia Federacja Studentów Hongkongu ogłosiła, że pod koniec tygodnia zaplanowane zostały rozmowy z rządem prowincji.
19 października doszło do starć, gdy protestujący próbowali przesuwać policyjne barierki w dzielnicy Mongkok celem odzyskania terenu straconego kilka dni wcześniej. Demonstranci oskarżyli władze o niesprowokowany atak na protestujących i brutalność. Demonstranci utworzyli barierę z otwartych parasoli, które mają chronić przed gazem pieprzowym, a stały się także jednym z symboli protestów. Protesty trwały wciąż w dzielnicach Admiralty i Causeway Bay, jednak liczba protestujących zmalała do kilkuset, co jest spowodowane zmęczeniem mieszkańców uciążliwościami oraz stratami miejscowej gospodarki. W ramach presji na demonstrantów rząd chiński zakazał Chińczykom wycieczek do Hongkongu, podczas gdy turystyka z Chin jest ważną gałęzią gospodarki Hongkongu.
W ostatnim tygodniu listopada, w trakcie likwidacji protestu w dzielnicy Mongkok, policja użyła siły, przez co wybuchły zamieszki. 9 grudnia protestujący otrzymali dwudniowe ultimatum z żądaniem zakończenia protestu. Decyzja była wynikiem wyroku sądu, który przyznał rację operatorowi linii autobusowej, skarżącemu się na utrudnienia w ruchu na Harcourt Road w dzielnicy Admiralty. 10 grudnia na miejsce protestu przybyło wielu nowych demonstrantów. Policja zlikwidowała miasteczko namiotowe 11 grudnia, aresztowano wówczas protestujących. 15 grudnia zlikwidowano protest na Causeway Bay, a wszystkich 17 demonstrantów zatrzymano.

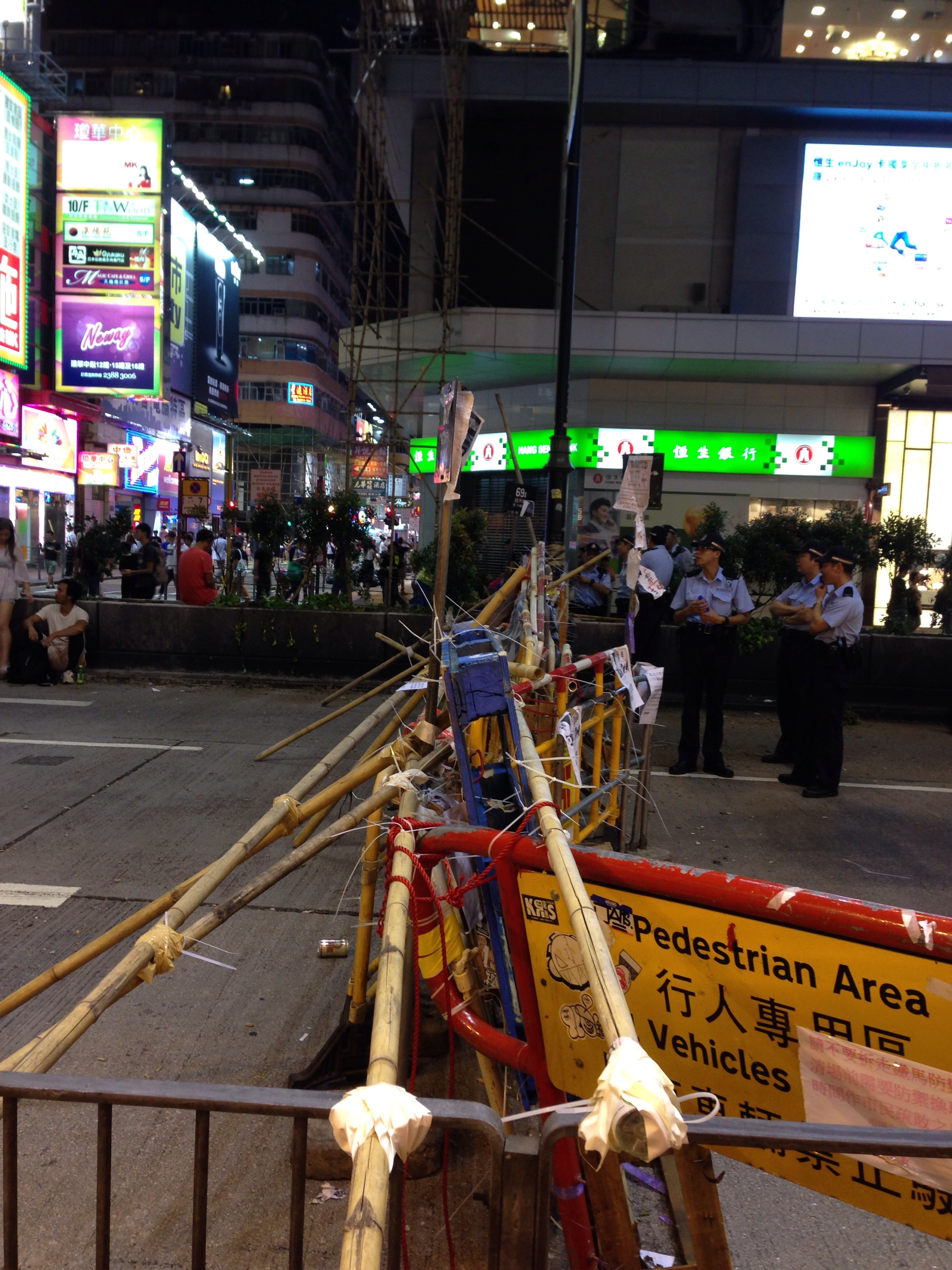
„Granica” obszaru zajmowanego przez demonstrantów, Mongkok
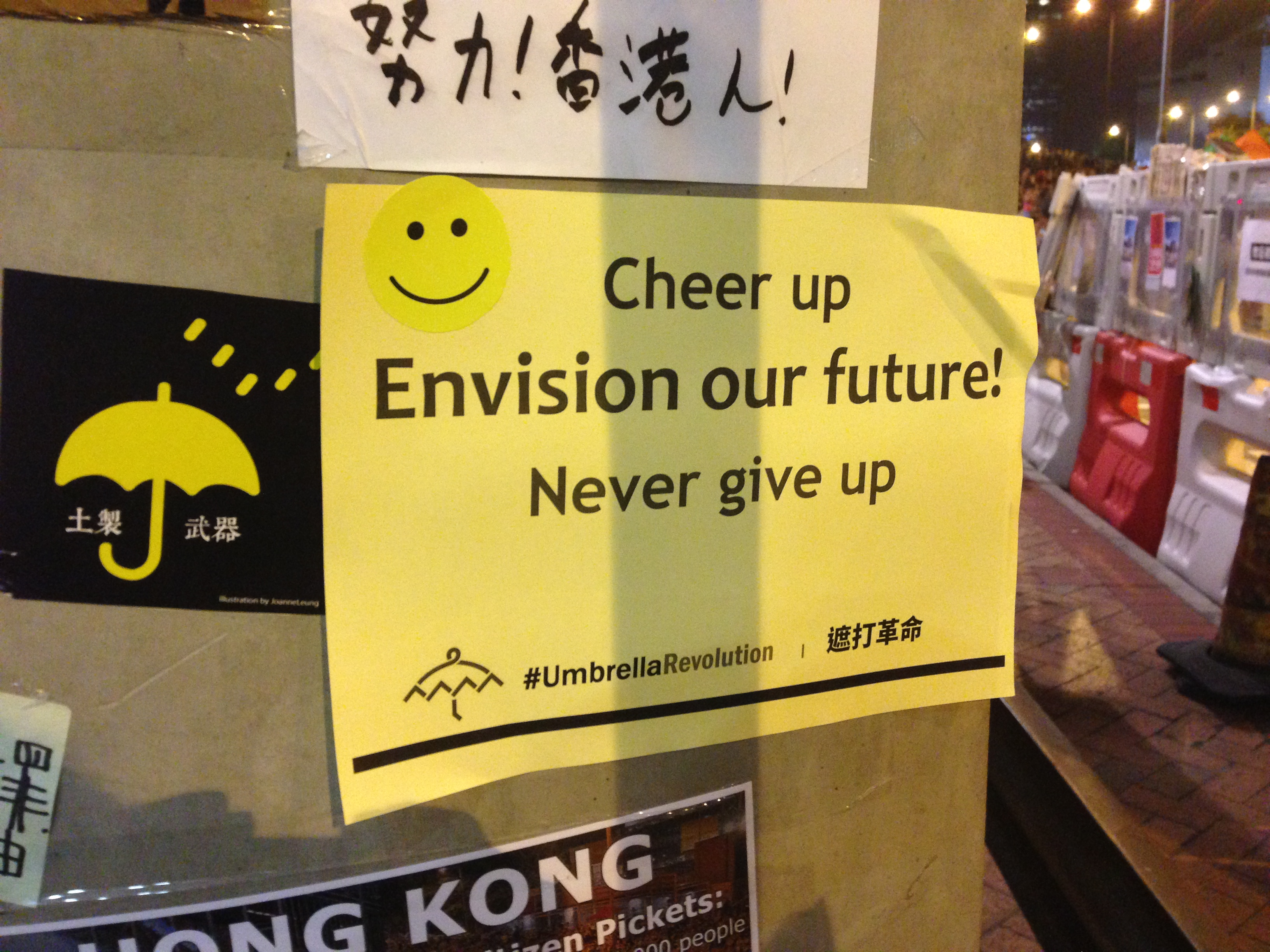
Motto protestów: „Raduj się! Realizuj naszą przyszłość! Nigdy się nie poddawaj!”

## Reakcje
Ministerstwo Spraw Zagranicznych Chińskiej Republiki Ludowej ogłosiło sprzeciw wobec wspierania protestujących przez inne państwa.